# Motormúsica
Motormúsica es el noveno disco de la banda de rock argentina Kapanga, lanzado en el año 2015. Su producción estuvo a cargo de Maikel (guitarrista de Kapanga) y Matías "El Chávez" Méndez, fue grabado en Estudios Pugliese y es el primer material que fue editado de forma independiente en los 20 años de carrera de la banda.
Entre los éxitos de este disco se encuentran "Motormúsica", "Descarte", "Misamigos" y "Gauchito Gil".

## Listado de temas
1. Motormúsica
2. Bajo el árbol
3. Es lo mismo
4. Descarte
5. Gauchito Gil
6. El arte de mentir
7. Juntos
8. Tika Tika dance
9. Misamigos
10. Tango driver
11. Cemento (For Mario)
12. Spm